# Ferrari F2007
O F2007 é o modelo da Ferrari da temporada de 2007 da Fórmula 1. Condutores: Felipe Massa e Kimi Räikkönen. Durante a temporada, o carro se mostrou irregular perto das McLarens.
Em setembro de 2007, a FIA pune a McLaren em US$ 100 milhões pelo caso de espionagem, que envolveu a equipe no acesso de informações sigilosas da Ferrari. Com a punição em dinheiro, a escuderia inglesa perde todos pontos conquistados e foi excluída no campeonato. Sem a escuderia rival, o time de Maranello torna-se campeão de construtores com uma dobradinha (1-2) no GP da Bélgica (três provas de antecedência).
Na fase final da temporada, Räikkönen faz um grande esforço e conquista o título no GP do Brasil, após estar 7 pontos atrás do então líder, Lewis Hamilton.

## Resultados[3]
(legenda) (em negrito indica pole position e itálico volta mais rápida)
|      |       |                |   |   |                 |     |     |     |     |     |     |     |     |     |     |     |     |     |     |     |     |     |      |    |  |  |
|      |       |                |   |   |                 | AUS | MAL | BHR | ESP | MON | CAN | USA | FRA | GBR | EUR | HUN | TUR | ITA | BEL | JPN | CHN | BRA |      |    |  |  |
| 2007 | F2007 | Ferrari 056 V8 | B | 5 | Felipe Massa    | 5   | 5   | 1   | 1   | 3   | DSQ | 3   | 2   | 5   | 2   | 13  | 1   | Ret | 2   | 6   | 3   | 2   | 204* | 1° |  |  |
| 2007 | F2007 | Ferrari 056 V8 | B | 6 | Kimi Räikkönen* | 1   | 3   | 3   | Ret | 8   | 5   | 4   | 1   | 1   | Ret | 2   | 2   | 3   | 1   | 3   | 1   | 1*  | 204* | 1° |  |  |

* Campeão da temporada